# Antonios III. Studites
Antónios III. Studítes (Ἀντώνιος ὁ Στουδίτης, † 978 oder 979) war von 973/974 bis 978/979 Ökumenischer Patriarch von Konstantinopel.

## Leben
Antonios war seit seiner Jugend ein Mönch des Studionklosters in Konstantinopel. Er hatte das Amt eines Synkellos. Sein asketisches Leben war vorbildhaft und verhalf ihm zu einiger Bekanntheit; der Chronist Leon Diakonos beschreibt, wie Antonios als alter Mann viele Besucher empfing und seelsorgerlichen Rat gab.
Nachdem der Kaiser den Patriarchen Basileios I. Skamandrenos im Sommer 973 abgesetzt hatte, war das Amt mehrere Monate vakant. Antonios wurde auf einer Bischofssynode zum Patriarchen gewählt und am Weihnachtstag 973 geweiht. Da bekannt ist, dass seine Amtszeit viereinhalb Jahre dauerte, ergibt sich daraus, dass sie im Juni 978 endete. Diese Datierung wurde von Jean Darrouzès vorgeschlagen; die traditionelle Datierung lässt die Amtszeit des Antonios erst 974 beginnen und entsprechend 979 enden. 
Wohl im Frühjahr 978 war Antonios heftiger Kritik des Kaisers ausgesetzt; der Inhalt der Vorwürfe ist nicht bekannt. Antonios erkannte sie anscheinend an und tat Buße, wohl zunächst in der Hoffnung, auf den Patriarchenthron zurückkehren zu können. Im Juni 978 dankte er schließlich ab und starb kurz darauf. 